# Prochnyanthes
Prochnyanthes là một chi thực vật có hoa trong họ Asparagaceae.

## Danh sách loài
- Prochnyanthes bulliana
- Prochnyanthes mexicana
- Prochnyanthes viridescens